# Zrzeszenie Studentów Polskich Uniwersytetu Warszawskiego

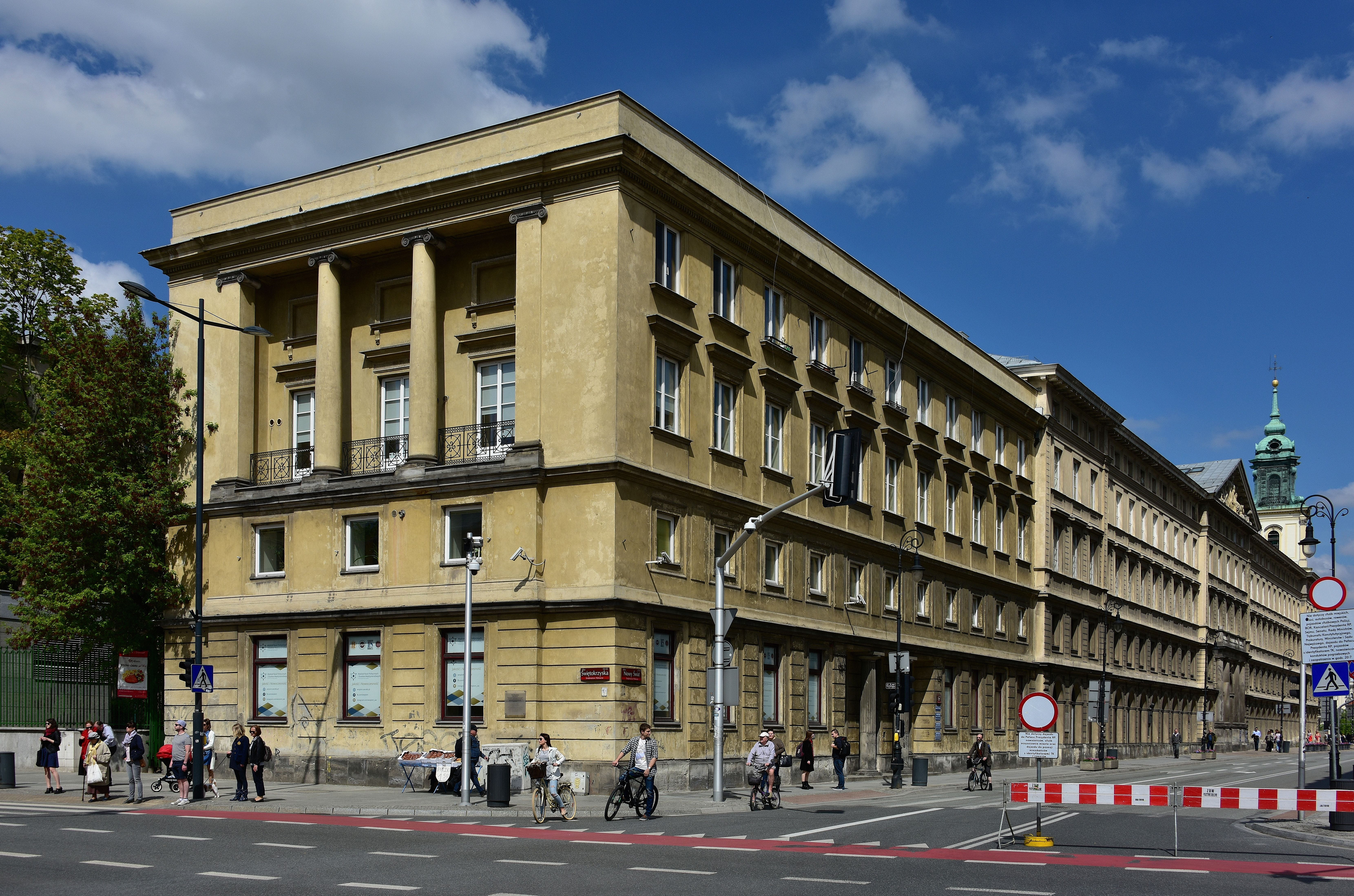
Pałac Zamoyskich – siedziba Zrzeszenia Studentów Polskich UW

Zrzeszenie Studentów Polskich Uniwersytetu Warszawskiego (ZSP UW) – najstarsza organizacja studencka działająca na Uniwersytecie Warszawskim, która jest podstawową jednostką Zrzeszenia Studentów Polskich. Działalność ZSP UW obejmuje wiele sfer: reprezentację środowiska akademickiego, obronę jego praw, prowadzenie doradztwa prawnego dla studentów, dbanie o studencką kulturę, sport i turystykę, prowadzenie klubów studenckich w różnych środowiskach. ZSP UW jest organizacją wolną światopoglądowo, nieangażującą się w działalność polityczną i wyznaniową. Obecnie działa w strukturze Rady Okręgowej ZSP w Warszawie.

## Historia
Zrzeszenie Studentów Polskich Uniwersytetu Warszawskiego zostało założone w 1950 roku jako alternatywa akademicka dla Związku Młodzieży Polskiej. Swoją siedzibę ZSP UW znalazło w zespole św. Rocha na kampusie głównym. Pierwszym przewodniczącym organizacji był Zygmunt Paź. Działalność ZSP UW w pierwszych latach istnienia, do 1956 r. zdominowana została przez takie sprawy jak warunki bytowe studentów (stypendia, domy akademickie, stołówki, służba zdrowia) warunki studiowania i odpoczynku, funkcjonowanie zespołów samopomocowych w nauce, zespołów artystycznych, problemy wczasów i sport. Potrzeby sportowe studentów znajdowały ujście w ramach Akademickiego Związku Sportowego (AZS) jako samodzielnej organizacji ściśle jednak związanej z ZSP. Od końca 1971 roku władze państwowe zaczęły przygotować projekty zmian w organizacji ruchu młodzieżowego. W 1972 roku zyskały one konkretny kształt zakładający min. połączenie dotychczasowego Zrzeszenia Studentów Polskich z innymi organizacjami i utworzenie Socjalistycznego Związku Studentów Polskich (SZSP) o wyraźnie ideologicznym obliczu. Od października 1971 roku rozpoczęły się w środowisku ZSP UW protesty skierowane przeciwko tym zamiarom, ich głównym ośrodkiem stał się Wydział Matematyki i Mechaniki Uniwersytetu Warszawskiego. Protesty te nie były jednak w stanie powstrzymać realizacji zamiarów Polskiej Zjednoczonej Partii Robotniczej, co dokonało się w 1973 roku.
W roku 1982 Zrzeszenie Studentów Polskich zostało reaktywowane. Nowym przewodniczącym organizacji po niemal 10-latach przerwy został Sergiusz Najar. Powrót organizacji na arenę uczelnianą odbył się w warunkach szczególnych stanu wojennego. Powstałe niedawno i zdelegalizowane przez komunistów Niezależne Zrzeszenie Studentów UW – cieszące się poparciem dużej grupy studentów, powstający instytucjonalnie samorząd studencki (wcześnie rolę samorządu spełniało ZSP UW), pojawiające się z trudem organizacje polityczno-ideologiczne, sprawiło, że ZSP UW straciło dotychczasowy masowy charakter, ale było nadal liczącą się siłą społeczną uczelni. Nie spełniły się oczekiwania, że uwolnienie się od deklarowanego politycznie nazewnictwa organizacji (Socjalistyczny Związek Studentów Polskich) spowoduje zdynamizowanie aktywności porównywalnej do czasów apogeum w latach 60.
Zmiany systemowe, jakie dokonały się w 1989 r. nie stanowiły szoku i zaskoczenia dla organizacji. Była ona bowiem obiektywnie ich mimowolnym animatorem. Natomiast boleśnie odczuła ona skutki zmian w postaci ograniczenia środków finansowych, a także restrykcyjnych decyzji ówczesnych władz wobec siebie. 26 kwietnia 1995 roku w wyniku zabiegów Samorządu Studentów Uniwersytetu Warszawskiego, ZSP UW straciło prawo do lokalu jaki znajdował się przy ul. Krakowskie Przemieście w zespole św. Rocha na kampusie głównym. 9 listopada 1995 nastąpiło zamknięcie siedziby poprzez wymianę zamków przez Samorząd Studentów, natomiast 24 maja 1996 roku nastąpiła ostateczna wyprowadzka ZSP UW z lokali 24 i 31a (przez ponad pół roku siedziba Zrzeszenia była nieczynna). Działanie Samorządu Studentów Uniwersytetu Warszawskiego zdominowanego w kadencji 1995/1996 przez skrajnie prawicowych działaczy w kierunku osłabienia ZSP UW miało charakter wyłącznie polityczny i personalny. W podobnej sytuacji znalazł się także Związek Młodzieży Wiejskiej Uniwersytetu Warszawskiego, który później już nie odrodził się na Uniwersytecie Warszawskim. Od 1994 do 1998 roku członek ZSP UW – Marek Wikiński, był przewodniczącym Rady Naczelnej Zrzeszenia Studentów Polskich, dzięki temu udawało się bronić (na tyle, na ile było to możliwe) interesów ZSP na Uniwersytecie Warszawskim. Rada Uczelniana Zrzeszenia Studentów Polskich znalazła na cztery lata swoją siedzibę w prowizorycznym kiosku ustawionym na terenie kampusu głównego w okolicy Szkoły Języków Obcych. 10 marca 2000 roku Zrzeszenie Studentów Polskich uzyskało prawo do użytkowania pomieszczenia przy ul. Nowy Świat 69 p. 36 (Pałac Zamoyskich) w którym ma swoją siedzibę do dziś, natomiast prowizoryczny kiosk został rozebrany 17 marca 2000 roku. W pierwszych latach XXI wieku działalność ZSP UW rozwijała się bardzo dynamicznie, Rada Uczelniana słynęła z organizacji obozów wyjazdowych i realizowania projektów ogólnokrajowych ZSP.
W latach 2006–2011 ZSP UW borykało się z dużymi problemami kadrowymi, kwestia sporna leżała w utrzymaniu siedziby i dyscyplinie członków, Zrzeszenie zostało wchłonięte przez Radę Okręgową ZSP w Warszawie i prowadziło bierną działalność na Uniwersytecie Warszawskim. W 2011 roku grupa studentów reaktywowała ZSP UW na Uniwersytecie Warszawskim, jego pierwszym przewodniczącym po przerwie został Marcin Budzyński. Od tego czasu aktywność i liczba członków organizacji stale wzrasta.
Od 1 lipca 2014 Rada Uczelniana ZSP UW współużytkuje siedzibę przy ul. Nowy Świat 69/36 z Radą Okręgową Zrzeszenia Studentów Polskich w Warszawie. W następstwie tego, koordynacja projektów krajowych oraz obszerny majątek Rady Okręgowej ZSP przeszedł w eksploatację Rady Uczelnianej ZSP UW. Od roku akademickiego 2014/2015 Rada Uczelniana Zrzeszenia Studentów Polskich UW zajmuje się dodatkowo gromadzeniem zbiorów książkowych i archiwaliów związanych z ruchem studenckim na Uniwersytecie Warszawskim.

### Przewodniczący Rady Uczelnianej ZSP UW od 1988 roku
- 1988-1990 Jarosław Ender (Wydział Psychologii)
- 1990-1993 Andrzej Rozenek (Wydział Dziennikarstwa i Nauk Politycznych)
- 1993-1995 Tomasz Kucharski (Wydział Filozofii i Socjologii)
- 1995-1997 Artur Rajchert (Wydział Dziennikarstwa i Nauk Politycznych)
- 1997-1998 Rafał Ćwiklicki (Wydział Stosowanych Nauk Społecznych i Resocjalizacji)
- 1998-2000 Tomasz Rabiczko (Wydział Dziennikarstwa i Nauk Politycznych)
- 2000-2001 Jakub Stypuła (Wydział Prawa i Administracji)
- 2001-2002 Konrad Skwierczyński (Wydział Zarządzania)
- 2003-2004 Krystyna Skrzyńska (Uniwersyteckie Kolegium Kształcenia Nauczycieli Języka Francuskiego)
- 2004-2005 Piotr Rotter (Wydział Fizyki)
- 2005-2006 Aneta Cichańska (Wydział Chemii)
- 2005-2006 Aleksandra Skwierczyńska (Wydział Filozofii i Socjologii)
- 2006-2011 wakat[a]
- 2012–2013 Marcin Budzyński (Wydział Dziennikarstwa i Nauk Politycznych)
- 2013–2014 Artur Jemielita (Wydział Historyczny)
- 2014–2015 Krzysztof Mańkowski (Wydział Dziennikarstwa i Nauk Politycznych)[b]
- 2015-2016 Paweł Pecura (Wydział Dziennikarstwa i Nauk Politycznych)
- od 2016 wakat[c]

## Działalność ZSP UW

### Struktura ZSP UW
Członkiem ZSP UW może być każdy student Uniwersytetu Warszawskiego, który nie ukończył 30-roku życia i chce aktywnie działać w projektach prowadzonych przez Zrzeszenie. Członkostwo nabywa się w drodze uchwały Rady Uczelnianej Zrzeszenia Studentów Polskich. Każdy członek ZSP UW ma bierne i czynne prawo wyborcze w wyborze Rady Uczelnianej. Sympatykiem ZSP UW może być każdy student niezależnie od uczelni z której się wywodzi, który pragnie działać w środowisku akademickim Uniwersytetu Warszawskiego. Organizacja nie pobiera składek członkowskich.
Zgodnie z rozdz. IV statutu stowarzyszenia w organizacji funkcjonują władze naczelne (Rada Naczelna – RN), okręgowe (Rada Okręgowa – RO) i uczelniane (Rada Uczelniana – RU). Zrzeszenie Studentów Polskich Uniwersytetu Warszawskiego podlega pod Radę Okręgową ZSP w Warszawie (z którą dzieli siedzibę). Przewodniczącym Zrzeszenia Studentów Polskich UW jest student tej uczelni, który nie ukończył 30-roku życia i czynnie działa w ZSP UW. Funkcję Przewodniczącego ZSP UW można pełnić tylko przez dwie roczne kadencje. Wybór przewodniczącego (w kadencji na kolejny rok akademicki) następuje podczas corocznej Konferencji Uczelnianej (w czerwcu). W trakcie demokratycznego i niejawnego głosowania podczas Konferencji Uczelnianej następują wybory na wszystkie stanowiska w zarządzie Rady Uczelnianej na kadencję roczną (na rok akademicki). Zasady głosowania i liczba stanowisk jest co roku zmienna i ustalana jest na 30-dni przed Konferencją Uczelnianą przez aktualnego Przewodniczącego ZSP UW. Rada Uczelniana ZSP UW decyduje o kierunku działalności zrzeszenia, przyjmowaniu nowych osób oraz sprawach natury finansowej, administracyjnej i organizacyjnej. Prezydium RU ZSP UW jest organem wykonawczym Rady Uczelnianej, reprezentuje ZSP UW wobec władz uczelni i Rady Okręgowej ZSP w Warszawie. Spotkania członków ZSP UW odbywają się raz w miesiącu. Siedziba organizacji znajduje się przy ul. Nowy Świat 69, pokój 36 (IVp.) (Pałac Zamoyskich).

### Projekty ZSP UW

#### Aktualnie realizowane
- „Festiwal Artystyczny Młodzieży Akademickiej” (FAMA) – coroczna lipcowa impreza odbywająca się od 1966 roku w Świnoujściu. Trwa czternaście dni, podczas których uczestnicy festiwalu mogą doskonalić swoje umiejętności (pod okiem profesjonalistów) na warsztatach teatru ulicznego, piosenki, aktorstwa, kabaretu, muzyki. Urozmaiceniem są różnorodne happeningi, kabarety oraz inne imprezy plenerowe, w których występują znane grupy. Projekt ma charakter krajowy, ZSP UW organizuje promocje i eliminacje na Uniwersytecie Warszawskim.
- „Primus Inter Pares” – coroczny, ogólnopolski konkurs mający na celu wyłonienie talentów na polskich uczelniach wyższych. Projekt ma charakter krajowy, ZSP UW organizuje promocje i eliminacje na Uniwersytecie Warszawskim.
- „Debata” – seria spotkań ze znanymi ludźmi, podczas których studenci zadają pytania. Gośćmi ZSP UW byli Grzegorz Kołodko oraz Waldemar Kuczyński. W 2013 roku dzięki współpracy ze Studenckim Kołem Naukowym Historyków Kościoła UW, w ramach projektu współorganizowano konferencję „Mariawityzm w przestrzeni historycznej” którego gościem był dziennikarz dr Krzysztof Mazur. W roku akademickim 2013/2014 i 2015/2016 przedstawiciele ZSP UW biorą czynny udział w projekcie społecznych debat studenckich „Niezgoda buduje” zainicjowanych przez Niezależne Zrzeszenie Studentów Uniwersytetu Warszawskiego. Przedstawiciele ZSP UW są częstymi gośćmi w audycjach publicystycznych nadawanych przez Radio Kampus.
- „Rekrut” – projekt oparty na informowaniu i promowaniu Zrzeszenia Studentów Polskich UW, w środowisku studentów uczelni i wykładowców. Działania mają na celu zintegrowanie ze sobą członków zrzeszenia i pozyskanie nowych osób. W trakcie projektów prowadzone są szkolenia i warsztaty z zakresu promocji i marketingu organizacji. Projekt kończy się wyjazdem integracyjnym w połowie listopada (w 2013 roku szkolenia odbywały się w Kazimierzu Dolnym nad Wisłą). W ramach projektu w marcu 2015 roku uruchomiona została nowa strona internetowa ZSP UW oraz odbyło się szereg wydarzeń o charakterze promocyjnym. Zaprezentowany został również nowy projekt plakatu reklamowego Zrzeszenia. 20 marca 2015 roku miała miejsce pierwsza edycja dni otwartych w siedzibie ZSP UW „ZSP Day”. 13 października 2017 roku miała miejsce druga edycja „ZSP Day”. podczas której miejsce miały warsztaty literackie, pokazy kulinarne i udzielania pierwszej pomocy (we współpracy z PCK).
- „WOŚP na UW” – 12 stycznia 2014 roku Rada Uczelniana Zrzeszenia Studentów Polskich Uniwersytetu Warszawskiego była organizatorem Sztabu 22. Finału Wielkiej Orkiestry Świątecznej Pomocy. Wielka Orkiestra Świątecznej Pomocy to fundacja charytatywna, której podstawowym celem zgodnie ze statutem jest: „działalność w zakresie ochrony zdrowia polegająca na ratowaniu życia chorych osób, w szczególności dzieci, i działanie na rzecz poprawy stanu ich zdrowia, jak również na działaniu na rzecz promocji zdrowia i profilaktyki zdrowotnej”. Studenccy wolontariusze kwestowali z puszkami od godz. 9 do godz. 20. W siedzibie ZSP UW znajdował się Sztab Uniwersytecki. W dniu zbiórki ZSP UW zorganizowało również akcję (we współpracy z Fundacją DKMS) propagującą ideę dawstwa szpiku kostnego. Podczas 22. Finału „WOŚP na UW” zebrano 3120,26 złotych. W roku akademickim 2014/2015 projekt nie był realizowany. Kolejny finał Wielkiej Orkiestry Świątecznej Pomocy był organizowany na Uniwersytecie Warszawskim przez ZSP UW 10 stycznia 2016 roku. Wolontariusze zebrali 18.844,20 złotych. 15 stycznia 2017 roku zorganizowano kolejną edycję sztabu „WOŚP na UW” podczas której studenci zebrali 18 550,30 złotych na ratowanie życia i zdrowia dzieci w oddziałach ogólnopediatrycznych oraz na zapewnienie godnej opieki medycznej seniorom. Finał z 2017 roku prowadzony był we współpracy z warszawską kawiarnią „Bílý Koníček” oraz Bank Pekao SA, III Oddział w Warszawie. 14 stycznia 2018 roku podczas 26. Finału w Sztabie „WOŚP na UW” zebrano kwotę 23.120,19 złotych.
- „Dni Inspiracji ZSP” – akcja obejmuje serię wydarzeń promującą własną inicjatywę twórczą i społeczną studentów. I edycja projektu odbywała się 1 i 2 czerwca 2018 roku. W programie uwzględniono pokazy medyczne, spotkania z przedstawicielami organizacji wolontariackich, prelekcję dotyczącą wypraw do niebezpiecznych miejsc turystycznych oraz występy amatorskich grup teatralnych.
- „Nakrętka” – zbiórka plastikowych nakrętek od butelek po napojach, od mleka, środków czystości itp. Zebrane w ten sposób pieniądze zasilają subkonto fundacji i przeznaczone są na drogie leczenie i rehabilitację chorych dzieci. Pudełka w których można pozostawiać nakrętki znajdują się w trzynastu miejscach na terenie obiektów Uniwersytetu Warszawskiego.

#### Zakończone
- „Bookcrossing na UW” – jeden z najbardziej znanych projektów ZSP UW. Bookcrossing to idea nieodpłatnego przekazywania książek poprzez pozostawianie ich w miejscach publicznych, jak również w miejscach celowo utworzonych tzw. półkach bookcrossingowych (stoliki, regały, gabloty), po to, by znalazca mógł je przeczytać i przekazać dalej. 8 kwietnia 2013 roku z inicjatywy Zrzeszenia Studentów Polskich akcja bookcrossingowa ruszyła na Uniwersytecie Warszawskim. Miejsca bookcrossingowe, gdzie można wymieniać książki znajdują się w:

– Stara Biblioteka Uniwersytecka na Kampusie Głównym – stolik na poziomie -1 szatnia;

– Instytut Informacji Naukowej i Studiów Bibliologicznych Uniwersytetu Warszawskiego (ul. Nowy Świat 69, III p.) – główny stół;

– Pałac Tyszkiewiczów w Warszawie (ul. Krakowskie Przedmieście 32) – półka na materiały przy wyjściu głównym;

– Budynek lingwistyki na Dobrej 55 – stolik przy wejściu na katalogi Biblioteki Instytutu Germanistyki (pok. 00.070);

– Siedziba ZSP UW (ul. Nowy Świat 69 p. 36, IV p.) – biblioteczka.
- „Bollywood days” – dni kultury i filmu indyjskiego na Uniwersytecie Warszawskim. Pierwsza edycja projektu odbyła się w roku akademickim 2013/2014. 16 i 17 maja 2014 roku na Uniwersytecie Warszawskim odbyły się prezentacje, występy taneczne i pokazy filmów, związanych z kulturą indyjską. Kolejna edycja projektu odbyła się w dniach 24–26 kwietnia 2015 roku, a poprzedzały ją imprezy towarzyszące, które odbywały się będą od początku roku akademickiego.
- „Zakochani w Wolności” – projekt poświęcony pielęgnowaniu pamięci o ofiarach systemów totalitarnych. Pierwsza edycja projektu odbyła się w roku akademickim 2013/2014. 23 i 24 maja 2014 roku odbyły się spotkania studentów z byłymi więźniami obozów koncentracyjnych: Kazimierz Albin, Zbigniew Kączkowski, Kazimierz Piechowski. W projekcie udział wzięli również przedstawiciele środowiska naukowego i kulturalnego, między innymi Muzeum Byłego Hitlerowskiego Obozu Zagłady w Sobiborze. Dni projektowe zamknął koncert muzyków z Uniwersytetu Muzycznego Fryderyka Chopina. Projekt realizowano we współpracy z Uniwersytetem Kardynała Stefana Wyszyńskiego, Instytutem Pamięci Narodowej i Dziecięcym Uniwersytetem Ciekawej Historii. W roku akademickim 2014/2015 temat drugiej edycji projektu skupia się na wspomnieniu zmian ustrojowych w Polsce na przełomie 1989 i 1990 roku oraz odzyskanej „wolności”. Projekt podzielono na pięć półtoragodzinnych spotkań.
- „Pracuj z ZSP UW & PPP” – cztery spotkania warsztatowe przygotowywane przez Punkt Pośrednictwa Pracy przy Hufcu Pracy OHP Warszawa-Praga Północ. W trakcie zajęć rekruterka Ewa Husarzewska prowadziła prelekcje na temat skutecznego poszukiwania pracy, dobrej prezentacji na rozmowach kwalifikacyjnych, bądź poprawnego konstruowania listów motywacyjnych. Warsztaty trwały w kwietniu i maju 2014 roku.
- „Uniwersytet Esperanto” – projekt zakładał zorganizowanie piętnastu spotkań w roku akademickim 2013/2014, trwających każde po 90 minut, podczas których zostanie zaprezentowana idea języka esperanto. Udało się ustalić taki kształt kursu, jaki najlepiej może przedstawiać idee języka międzynarodowego, jego zasady, jak i kulturę, jaka wykształciła się przez lata wśród jego użytkowników. Uczestnictwo w zajęciach ma charakter całkowicie bezpłatny i adresowany jest do studentów oraz wykładowców Uniwersytetu Warszawskiego i wszystkich chętnych. Projekt realizowany był we współpracy ze stowarzyszeniem Polska Młodzież Esperancka.
- „Angielski z ZSP” – projekt zakładał zorganizowanie serii spotkań w formie luźnych korepetycji pod okiem profesjonalnego lektora języka angielskiego. Podczas bezpłatnych kursów studenci przygotowywali się do egzaminów certyfikacyjnych Uniwersytetu Warszawskiego. Spotkania projektowe odbywały się w styczniu i lutym 2015 roku.
- Kurs Adobe InDesign CS6 – bezpłatne kursy organizowane we współpracy z redakcją czasopisma naukowego „Teka Historyka”. Organizatorzy przewidzieli cztery spotkania, podczas których prowadząca kurs, mgr Anna Krześniak, zapoznała uczestników z podstawami programu i składu komputerowego tekstów. Projekt realizowany był w marcu 2015 roku.
- Teatr IV piętro – Na spotkaniach uczestnicy zajęć pracowali nad dykcją oraz ruchem scenicznym. Dzięki zajęciom uczestnicy mogli ćwiczyć odczuwanie świata wszystkimi zmysłami oraz oswoić się z występami przed publicznością. Zajęcia miały za zadanie nauczyć panowania nad zachowaniem, emocjami, głosem, ciałem i ruchem. Kursy prowadziła Maja Mirkowska. Projekt realizowany był w roku akademickim 2014/2015.

### Wybrane plakaty ZSP UW

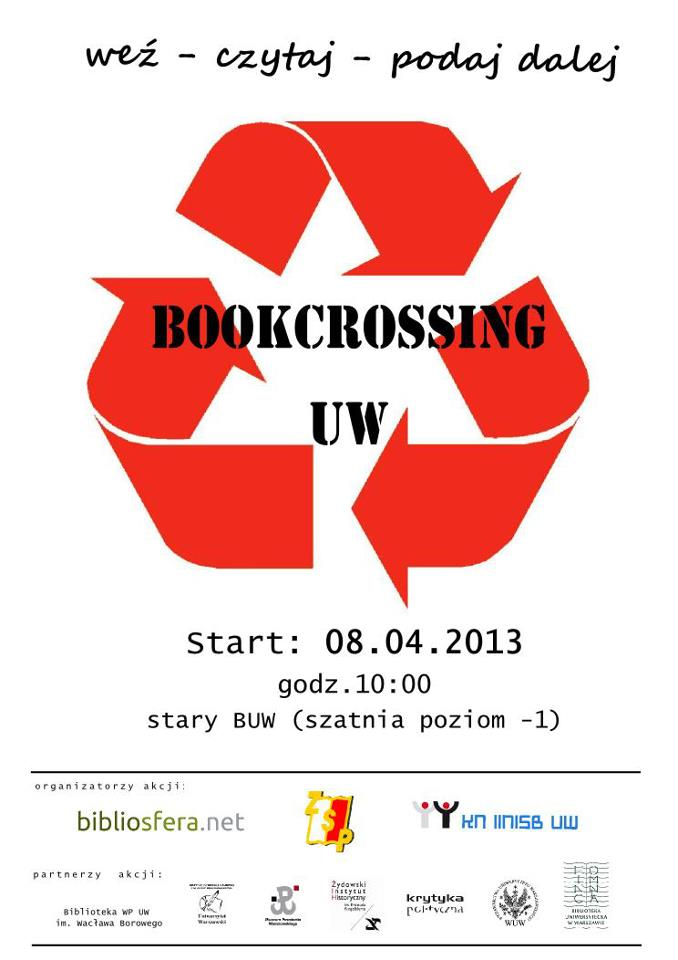
„Bookcrossing na UW” 2012/2013
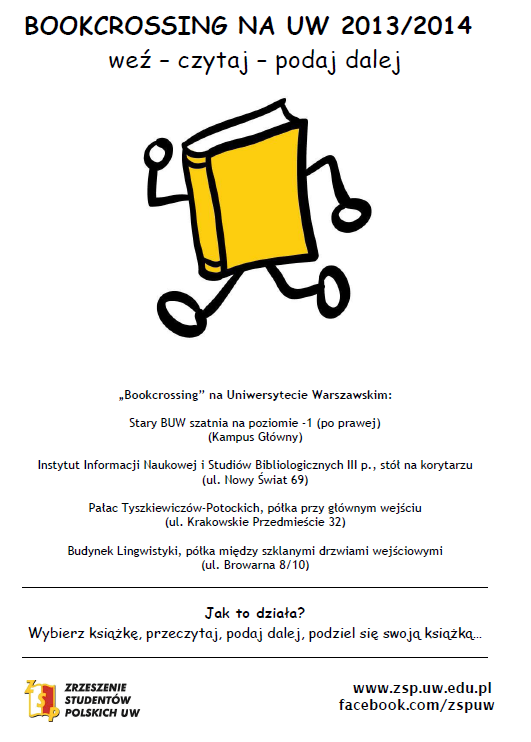
„Bookcrossing na UW” 2013/2014 (semestr zimowy)
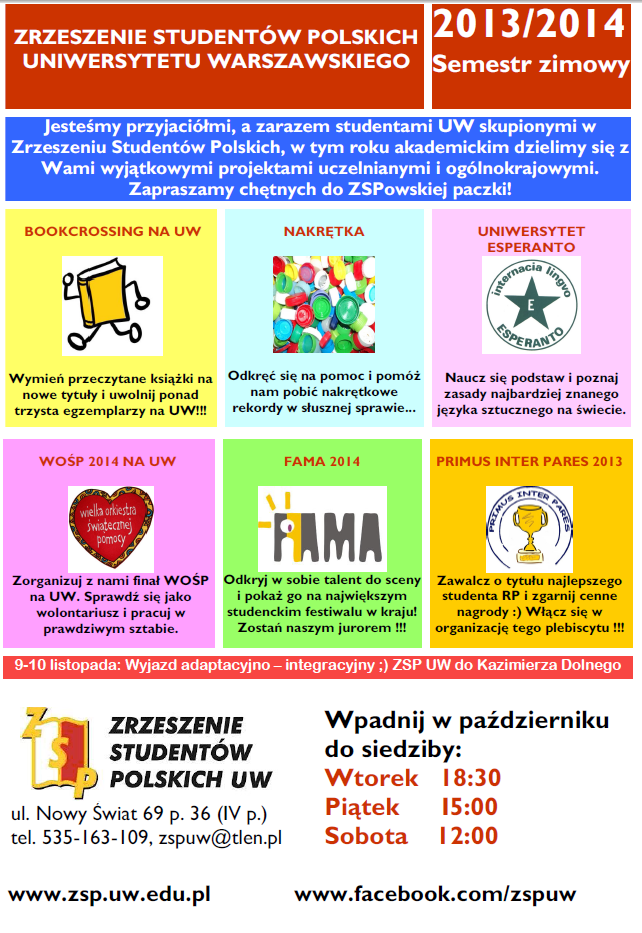
„Rekrut” 2013/2014 (semestr zimowy)
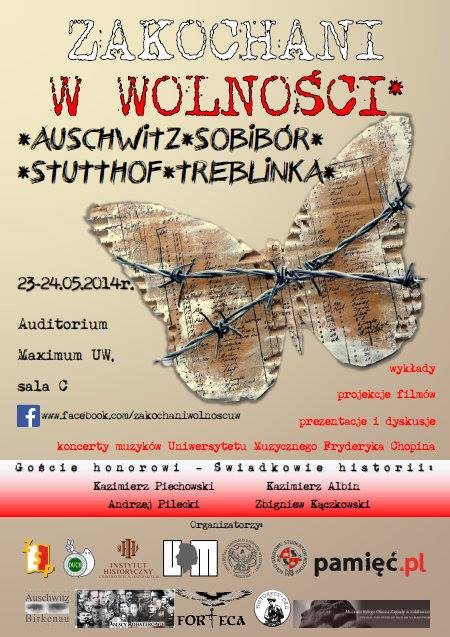
„Zakochani w Wolności” 2013/2014
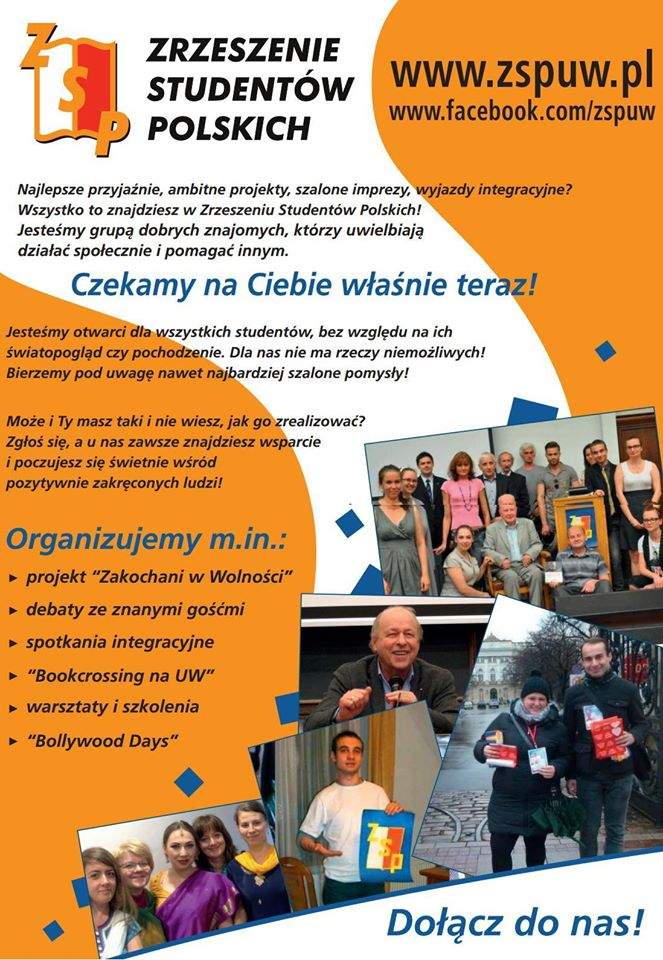
„Rekrut” 2014/2015 (semestr letni)
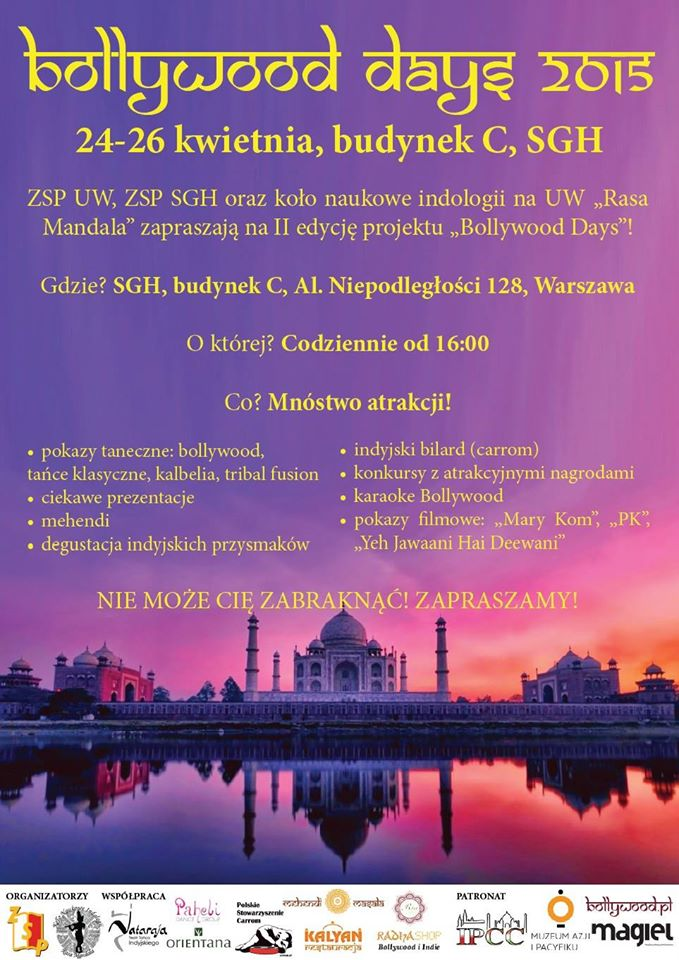
„Bollywood days” 2014/2015 (semestr letni)
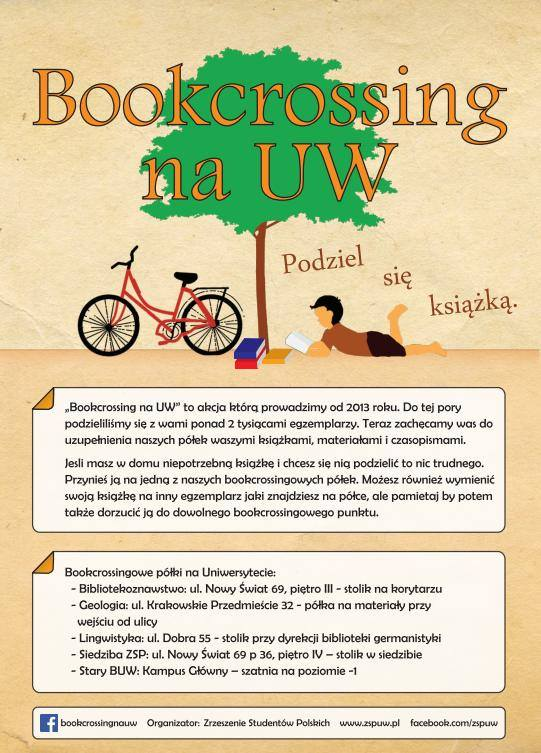
„Bookcrossing na UW” 2015/2016
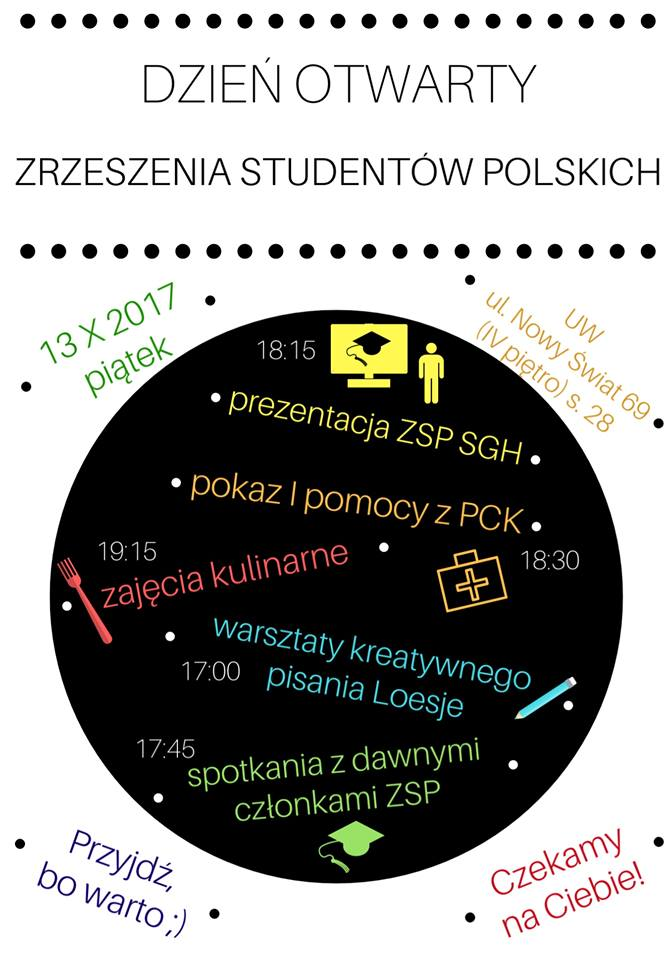
„ZSP DAY” 2017/2018
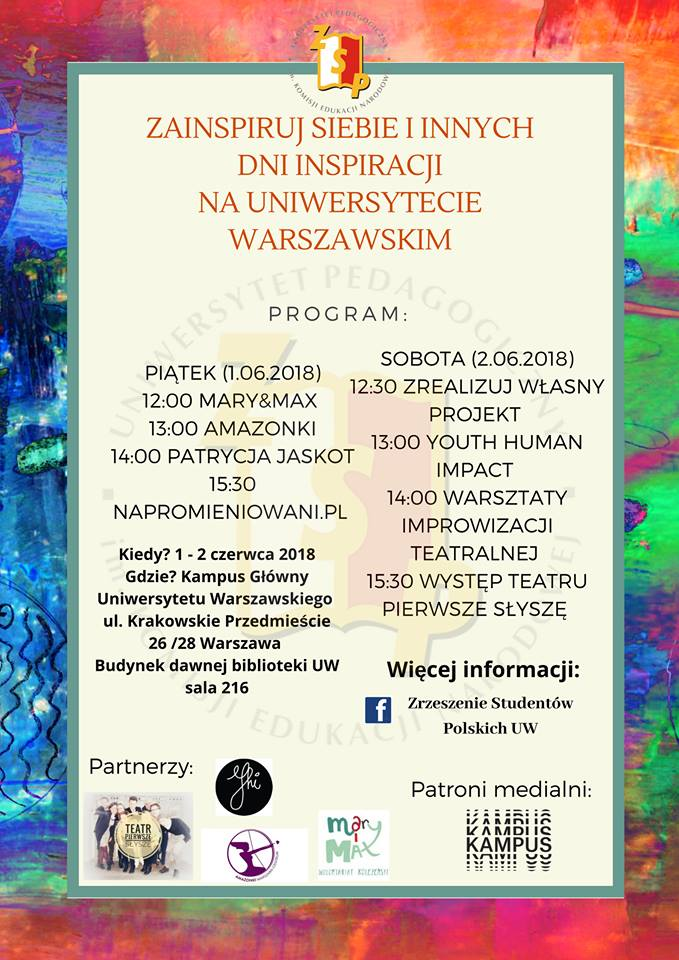
„Dni Inspiracji ZSP” 2017/2018

## Znani członkowie ZSP UW
- Konrad Bieliński – polski matematyk, informatyk, członek Komitetu Obrony Robotników, społecznik. W 1973 był przywódcą protestu studenckiego na Uniwersytecie Warszawskim przeciwko odgórnemu zjednoczeniu organizacji studenckich w strukturę Socjalistycznego Związku Studentów Polskich, sprowadzającego się do wcielenia Zrzeszenia Studentów Polskich do sekcji uczelnianej Związku Młodzieży Socjalistycznej. W 2006 odznaczony Krzyżem Komandorskim z Gwiazdą Orderu Odrodzenia Polski.
- Włodzimierz Cimoszewicz – polski polityk, prawnik. Wiceprezes Rady Ministrów oraz minister sprawiedliwości i prokurator generalny (1993–1995), wicemarszałek Sejmu (1995–1996), prezes Rady Ministrów (1996–1997), minister spraw zagranicznych (2001–2005) oraz marszałek Sejmu (w 2005). W latach 1989–2005 poseł na Sejm RP X, I, II, III i IV kadencji. Przewodniczący ZSP UW w 1973 roku.
- Włodzimierz Czarzasty – polski polityk, przewodniczący zarządu Stowarzyszenia Ordynacka i Sojuszu Lewicy Demokratycznej, były członek Krajowej Rady Radiofonii i Telewizji. Przewodniczący ZSP UW w latach 1983–1984.
- Anna Grodzka – polska działaczka społeczna, przedsiębiorca i polityk, współzałożycielka Fundacji Trans-Fuzja, posłanka na Sejm VII kadencji.
- Karol Karski – polityk Prawa i Sprawiedliwości, prawnik, samorządowiec, poseł na Sejm RP V i VI kadencji, deputowany do Parlamentu Europejskiego VIII kadencji, były wiceminister spraw zagranicznych.
- Adam Kowalik – prawnik, polityk. Odznaczony Krzyżem Oficerskim Orderu Odrodzenia Polski. Przewodniczący ZSP UW w latach 1954–1955.
- Robert Kwiatkowski – polski polityk, przedsiębiorca. Członek KRRiT w latach 1996–1998. W latach 1998–2004 prezes Zarządu Telewizji Polskiej S.A. W latach 2009–2011 prezes zarządu spółki telekomunikacyjnej Hawe S.A.
- Sergiusz Najar – polski menedżer i polityk, były wiceminister infrastruktury i spraw zagranicznych. Odznaczony Złotym Krzyżem Zasługi (1999)[4]. Wyróżniony Złotym Krzyżem „Za Zasługi dla ZHP” oraz odznaczeniami resortowymi i nagrodami przyznawanymi przez organizacje społecznego i gospodarcze. Przewodniczący ZSP UW w latach 1982–1983.
- Włodzimierz Puzyna – polski polityk, nauczyciel akademicki, w latach 1991–2001 poseł na Sejm I, II i III kadencji. Od 1995 pełni funkcję rektora Wyższej Szkoły Administracji Publicznej w Szczecinie.
- Andrzej Rozenek – polski dziennikarz specjalizujący się w tematyce wojskowości i bezpieczeństwa, poseł na Sejm RP VII kadencji. Przewodniczący ZSP UW w latach 1990–1993.
- Zbigniew Szczypiński – polski polityk, poseł na Sejm RP II kadencji, działacz środowisk demokratycznych w PRL.
- Danuta Waniek – polska polityk, posłanka na Sejm I, II i III kadencji, przewodnicząca Krajowej Rady Radiofonii i Telewizji w latach 2003–2005.
- Marek Wikiński – polski polityk, poseł na Sejm III, IV, V i VI kadencji, były sekretarz stanu w KPRM. Przewodniczący Rady Naczelnej ZSP w latach 1994–1998.